# Искатель (роман)
«Искатель» (англ. Seeker) — научно-фантастический роман американского писателя Джека Макдевита, третий в серии произведений про Алекса Бенедикта, впервые опубликованный издательством Ace Books в 2005 году. Победитель премии Небьюла 2006 за лучший научно-фантастический роман. Книга является продолжением романов Военный талант и Полярис (роман). Алекс Бенедикт, торговец космическим антиквариатом, владелец корпорации «Рэйнбоу» и его партнёр Чейз Колпат пытаются отыскать космический корабль «Искатель», на котором первые переселенцы с Земли попытались создать одну из первых внеземных человеческих цивилизаций.

## Сюжет

### Вселенная серии романов
Вселенная серии романов про Алекса Бенекдикта развивается приблизительно через 10 000 лет от нашего времени (приблизительно 11 600 °C.E.). Как поясняет в данной книге автор, в ходе развития истории человеческая цивилизация вышла в космос и разошлась через значительную часть Рукава Ориона нашей галактики.
Человечество в ходе космической экспансии столкнулось с инопланетной цивилизацией ашиуров. Сфера миров ашиуров описывается автором как примыкающей к мирам человеческой цивилизации по периметру — первый контакт состоялся не менее чем за несколько сотен лет до истории сюжета. Автор сообщает, что цивилизация ашиуров находилась примерно на том же технологическом уровне, что и человеческая, а сами они принадлежат к гуманоидам. Ашиуры не способны воспроизводить устную речь без механических приспособлений, поэтому часто их называют «немыми». Ашиуры являются телепатами и могут с некоторым трудом «читать» человеческие мысли и эмоции. Ашиурская цивилизация характеризуется как гораздо более древняя, чем человеческая цивилизация, но как развивающаяся гораздо медленнее. Ашиурам человеческая натура кажется угрожающей, а люди — агрессивными, ненадёжными и неэтичными. Себя ашиуры считают более развитым типом, чем людей.
Человеческая цивилизация распространилась во многих мирах галактики и создала Конфедерацию. Все миры поддерживают связи с Землёй. Человечество уже изобрело квантовый двигатель, позволяющий мгновенно преодолевать значительные расстояния, чего не могли делать двигатели предыдущего поколения (двигатели Армстронга). Это дало человечеству огромное технологическое преимущество перед ашиурами. Люди активно модернизируют космические корабли со старыми двигателями на квантовые двигатели.

### Основной сюжет
Алекс Бенедикт и его партнёр Чейз Колпат — астроархеологи, занимающиеся исследованием заброшенных баз и пустынных космических кораблей в поисках ценных предметов.
Однажды к Алексу обращается женщина, поручающая ему выяснить ценность керамической чашки, на которой есть надпись на неизвестном языке, сделанная архаичными символами. Исследователи обнаруживают, что чашка представляет собой реликвию возрастом 9 000 лет, и происходит с одного из самых первых сверхсветовых межзвёздных кораблей — легендарного «Искателя». Это был корабль колонистов, построенный группой людей, известной как «марголианцы». Марголианцы бежали в комос из тогдашних Соединённых Штатов, превратившихся в тоталитарное государство, ограничивающее права и свободы людей. Поселенцами двигала надежда создать свободный новый мир — Марголию. За короткое время, прошедшее после этого события, таинственная колония Марголия, которую основали беженцы, стала для всех неким подобием рая: никто не знал, где она находится, и какова судьба её обитателей, но все знали, что Марголия — по-настоящему свободная планета. Это знание серьёзно приблизило крах тоталитарной системы в США.
Расследование показывает, что беженцы всё-таки преуспели в своём начинании: «Искатель», в соответствии с историческими записями, совершил несколько последовательных рейсов с Земли. Это означает, что ему было куда лететь. Однако колонисты сохранили местонахождение своего мира в секрете, не желая иметь ничего общего с правительством родной страны. В ходе расследования Алекс и Чейз узнают, кто нашёл чашку: она была украдена у супругов Уэскот, когда-то работавших на Космическую разведку, и однажды погибших во время схода снежной лавины. Отследив маршрут этих исследователей, герои книги понимают, где именно был найден «Искатель». Алекс и Чейз отправляются в путь, надеясь найти колонию «Марголия».
Придя в звёздную систему, где был обнаружен «Искатель», герои книги обнаруживают там замороженный транспортник, наполненный погибшими детьми. Члены экипажа явно пытались спасти детей от какой-то опасности, но изношенный «Искатель» не смог достичь своей цели. Алекс понимает, что корабль с такими пассажирами мог быть запущен только в случае, когда погибала населённая планета. Герои действительно находят планету, которая движется по очень вытянутой орбите вокруг звезды. Её обитатели всячески старались выжить в условиях долгих суровых зим, но, протянув шесть веков, вымерли за много сотен лет до описываемых событий. Именно с этой планеты и был запущен «Искатель». Алекс и Чейз оплакивают погибших.
Позже, проанализировав данные с планеты, Алекс и Чейз узнают, что много веков назад в систему вторгся массивный коричневый карлик, сорвавший планеты с орбит. Одна из планет, описанная выше, была обречена на гибель, поскольку её новая орбита выходила за пределы обитаемой зоны. Эвакуировать всех жителей не было никакой возможности. Планетарные власти решились на отчаянный шаг, набив маленькими детьми единственный имеющийся корабль, полёт которого закочился катастрофой. Однако вторая населённая планета была увлечена карликом в космос, и вышла на орбиту вокруг него. Коричневый карлик — тоже звезда, у которой есть обитаемая зона, и теперь можно надеяться, что население второй планеты выжило. Эту надежду подкрепляет второй космический корабль, обнаруженный на периферии системы. По версии Алекса, выжившие люди пересидели на корабле два десятка лет, выжидая, пока на захваченной карликом планете не улягутся землетрясения и цунами. Спасти людей с первой планеты они не могли: их корабль, как и «Искатель», был наполнен до отказа.
Проведя поиск по всем возможным координатам, Алекс и Чейз выходят на орбиту вблизи искомого коричневого карлика. Вокруг тусклой звезды быстро вращается населённая людьми планета. Эти люди, в своей массе, даже не подозревают, что на небе есть звезды, и считают себя единственными людьми во Вселенной. Алекс и Чейз открывают правду жителям планеты и предлагают им стать частью человечества.

### Главные герои
Алекс Бенедикт — авторитетный и очень успешный торговец космическим антиквариатом, основатель и владелец корпорации «Рэйнбоу». Его интерес к этой области вызвал его дядя Габриэль Бенедикт, который учил его с раннего возраста.
Чейз Колпат. Партнёр Алекса по бизнесу и опытный частный межзвёздный пилот.

### Второстепенные герои
Винди — подруга Чейз и офицер Космической разведки.

## Премии и награды
- 2005 — номинация на премию Небьюла за лучший роман.